# Яньчжоу
Яньчжо́у (кит. упр. 兖州, пиньинь Yǎnzhōu) — район городского подчинения городского округа Цзинин провинции Шаньдун (КНР).

## История
Название «Яньчжоу» существует с древнейших времён. Ещё в эпоху Чжоу, когда Китай был разделён на девять провинций-чжоу, одна из них носила название «Яньчжоу»; в «Чжоуских ритуалах» сказано: «к востоку от Хуанхэ — Яньчжоу». Когда при империи Западная Хань в стране было создано 14 областей-чжоу, то одна из них также получила название Яньчжоу. Впоследствии в этих местах не раз создавались административные единицы, для названия которых использовалось древнее название «Яньчжоу».
После основания империи Мин император Чжу Юаньчжан сделал в 1385 году своего 10-го сына Чжу Таня Луским князем, и область Яньчжоу была поднята в статусе до Яньчжоуской управы (兖州府), власти которой разместились в уезде Цзыян (嵫阳县); управе подчинялись 4 области и 23 уезда. При империи Цин Яньчжоуской управе подчинялись 1 область и 13 уездов. После Синьхайской революции в Китае была проведена реформа структуры административного деления, и в 1913 году Яньчжоуская управа была упразднена.
В июле 1948 года урбанизированная часть уезда Цзыян была выделена в город Яньчжоу, а сельская местность осталась уездом Цзыян (滋阳县), однако уже в декабре город Яньчжоу был расформирован, а его территория вновь вошла в состав уезда Цзыян.
В 1950 году в составе провинции Шаньдун был образован Специальный район Тэнсянь (滕县专区), и уезд Цзыян вошёл в его состав. В 1952 году была расформирована провинция Пинъюань, и входивший в её состав Специальный район Хуси (湖西专区) был передан в состав провинции Шаньдун. В июле 1953 года Специальный район Хуси был расформирован; 4 его уезда были переданы в состав Специального района Хэцзэ, а оставшиеся были объединены со Специальным районом Тэнсянь в Специальный район Цзинин (济宁专区). В 1958 году уезд Цзыян был присоединён к уезду Цюйфу.
В 1962 году уезд Цзыян был вновь выделен из уезда Цюйфу, получив при этом название Яньчжоу (兖州县). В 1967 году Специальный район Цзинин был переименован в Округ Цзинин (济宁地区).
30 августа 1983 года постановлением Госсовета КНР округ Цзинин был преобразован в городской округ Цзинин.
В августе 1992 года уезд Яньчжоу был преобразован в городской уезд Яньчжоу.
В октябре 2013 года городской уезд Яньчжоу был преобразован в район городского подчинения.

## Административное деление
Район делится на 5 уличных комитетов и 7 посёлков.